# Tove Janssons park

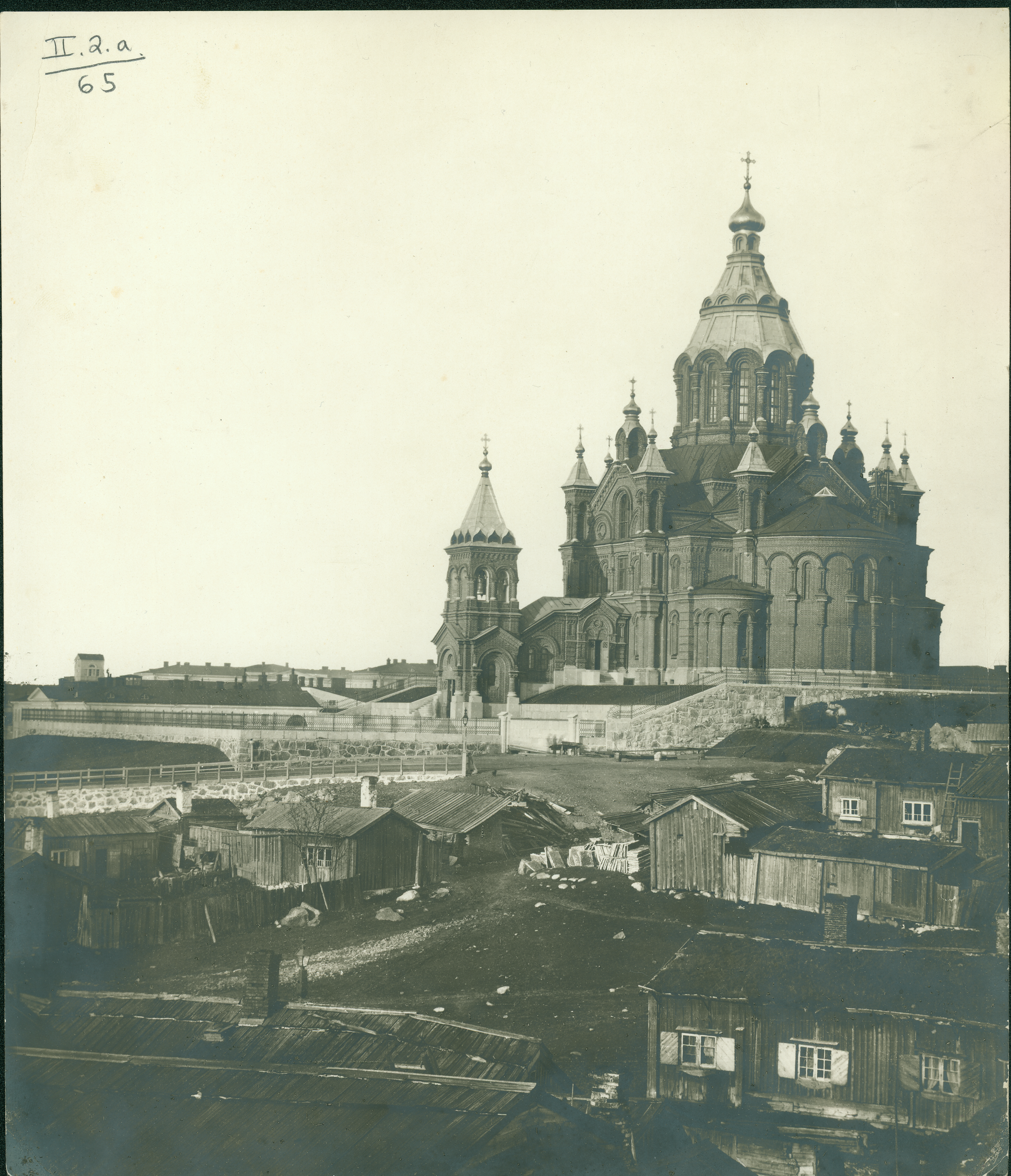
Uspenskijkatedralen mot slutet av 1860-talet. Foto: Eugen Hoffers, 1868. Helsingfors Stadsmuseum. I området nedanför katedralen finns numera Tove Janssons park och Hamngatan.

Tove Janssons park (finska: Tove Janssonin puisto) är en 8 900 kvadratmeter (0,89 hektar) stor, triangelformad park nedanför Uspenskijkatedralen på Skatudden i Helsingfors.
Den gränsar till Kanalgatan, Hamngatan och Myntgatan. Till en början löpte Lotsgatans västra del tvärs över parken och delade den i två delar. 1977 upphörde fordonstrafiken på denna vägsträcka, inklusive spårvagnar. Sträckan ersattes sedermera av en vanlig parkväg.
Uspenskijkatedralen färdigställdes 1868, då Skatudden fortfarande var till stora delar obebyggd. Parken nedanför började anläggas 1897. Den är mjukt terrasserad och har planteringar på tre olika nivåer, i enlighet med stadsträdgårdsmästare Svante Olssons ritningar. Det finns en hundrastgård i den nedre delen av parken, i hörnet av Kanalgatan och Hamngatan. I den övre delen finns en inhägnad lekplats. Växtligheten består bland annat av schersmin- och syrenbuskar samt löv- och fruktträd såsom björkar, lönnar, körsbär och aplar. Bänkarna i parken med gröna sitsar och ben samt stomme av gjutjärn, som ser ut som björkgrenar, utformades omkring 1890 och förekommer i många av Helsingfors parker. Vem som formgivit modellen är okänt.  Liknande bänkar finns bland annat i Sverige och flera centraleuropeiska länder.
I parken finns Viktor Malmbergs skulptur Vattenbärerskan i brons, som blev klar 1923 och installerades där påföljande år. Skulpturen föreställer en ung kvinna klädd i antik stil, böjd över en vattenkrus.

## Skatuddsparken – Tove Janssons park
Tove Janssons park hette Skatuddsparken fram till 2014.
År 2009 föreslog Tove Jansson-sällskapet, att antingen Skatuddsparken, parken framför Designmuseet eller Kaptensgatans park skulle döpas om efter Tove Jansson, men ingen ändring genomfördes då. Samtliga tre parker har anknytning till Tove Jansson.
År 2013 föreslog Skatuddssällskapet, att Skatuddsparken skulle namnändras efter Tove Jansson. Helsingin Sanomat hade tidigare samma år berättat, att försök pågått sedan tio år tillbaka att hitta en gata för Tove Jansson. Skatuddssällskapet motiverade sitt förslag med att Tove Janssons barndomhem legat vid Lotsgatan, och att man vid ett namnbyte av en park slipper adressändringsproblem som en omdöpning av en gata skulle medföra. Familjen bodde på Lotsgatan 4 åren 1914–1933.
I november 2013 lämnade ett 60-tal stadsfullmäktigeledamöter en proposition med förslag att Skatuddsparken skulle namnändras till Tove Janssons park. Förslaget motiverades bland annat med att namnet Skatuddsparken inte hade någon större spridning, och att namnändringen följaktligen knappast skulle medföra någon nackdel för någon. Det var också viktigt, att platsen som skulle döpas efter Tove Jansson hade många besökare. Stadsplaneringsnämnden fastslog namnändringen den 11 mars 2014.

### Bildgalleri

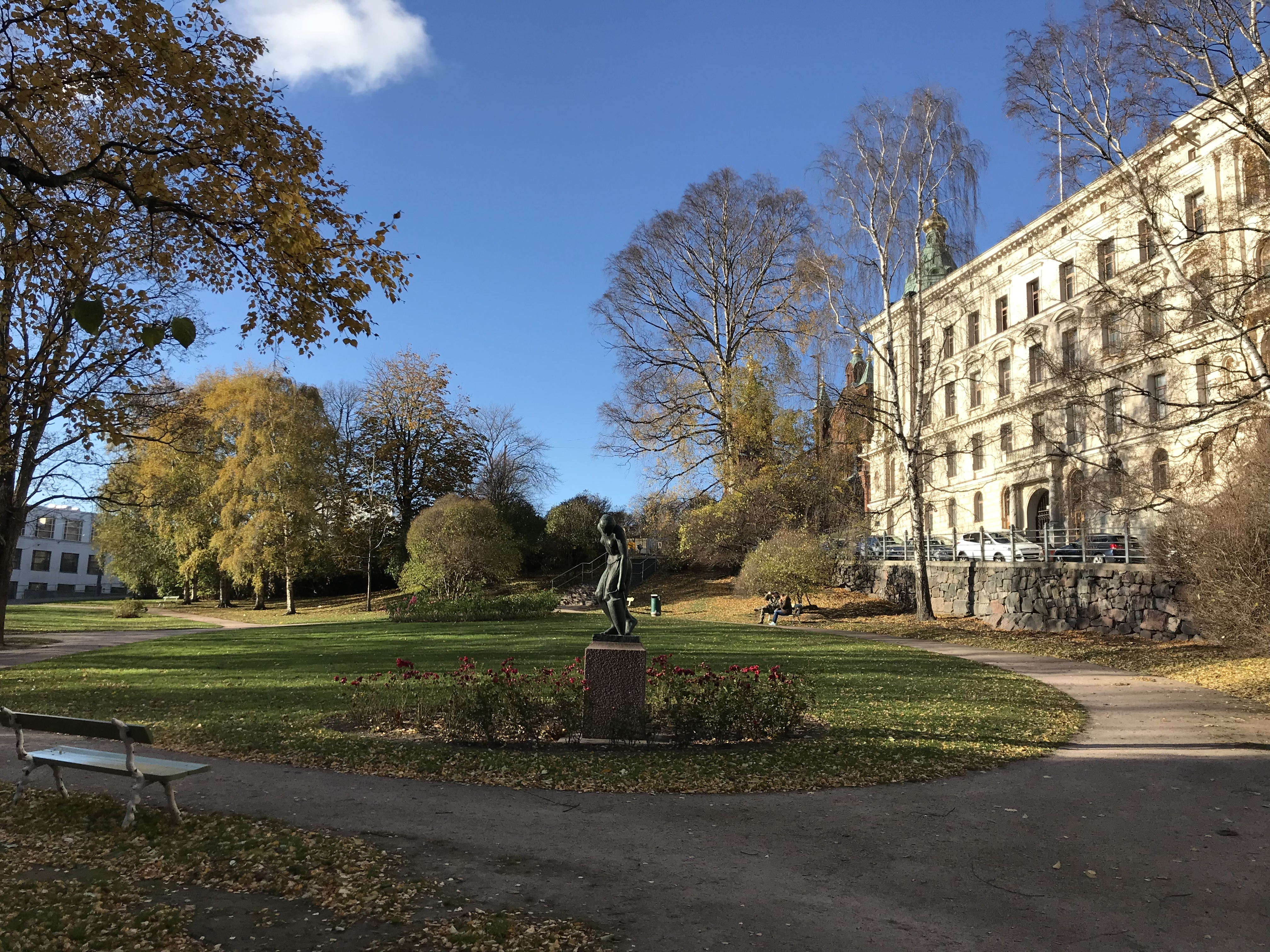
Tove Janssons park, med Viktor Malmbergs Vattenbärerskan i förgrunden.
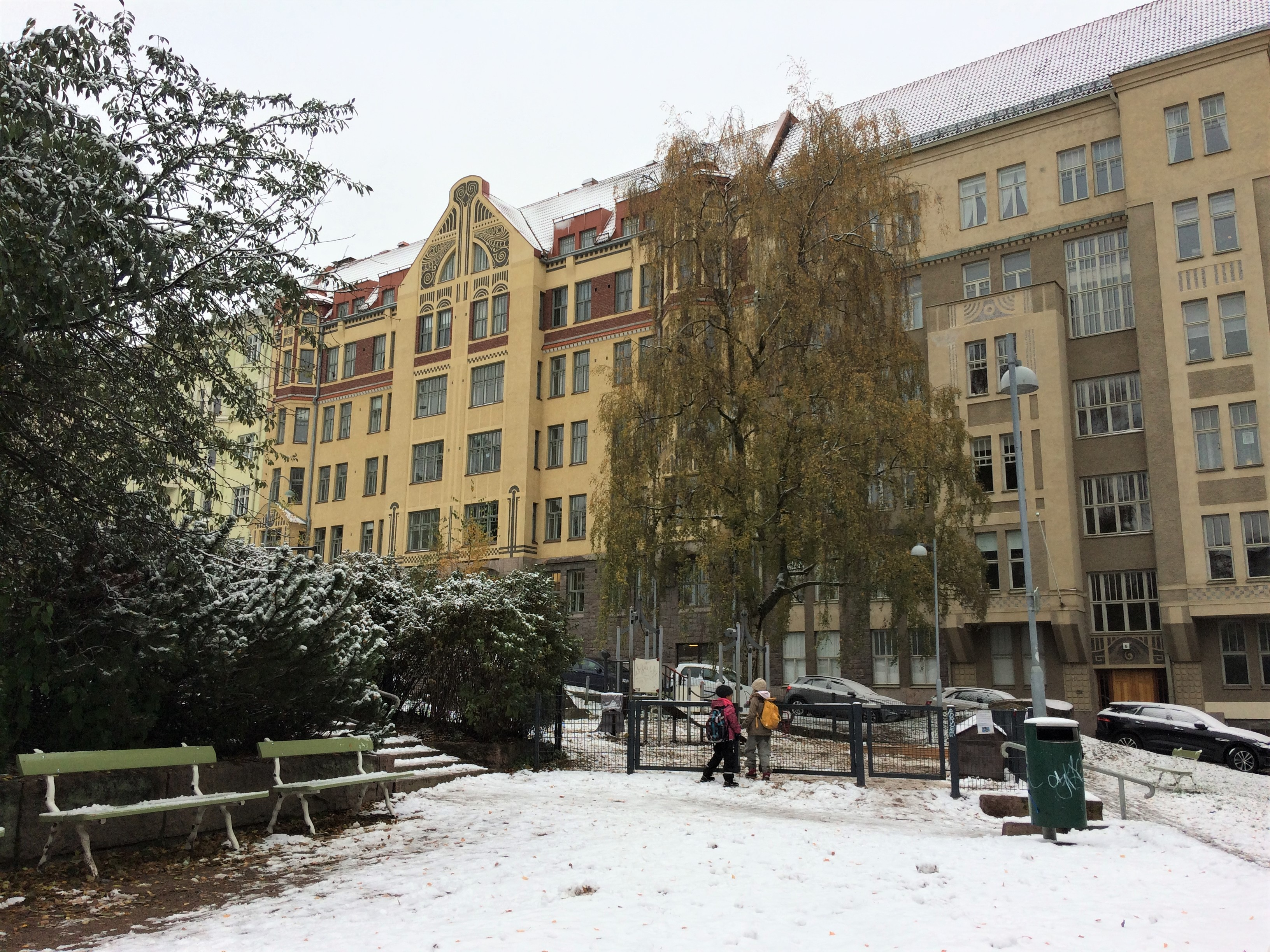
Trappan till höger om parkbänkarna leder upp till lekplatsen. Bakom björken skymtar Myntgatan.
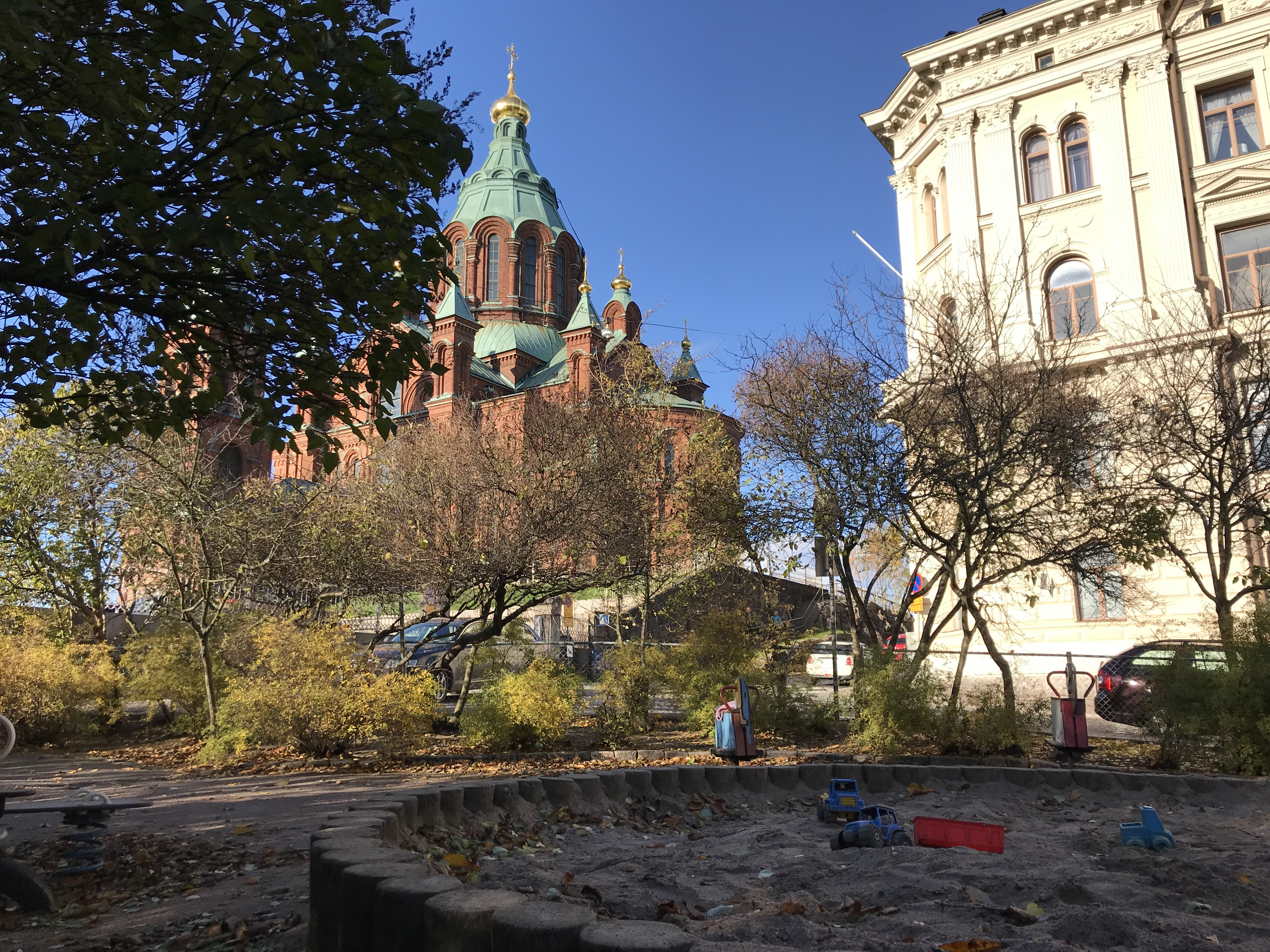
Lekplatsen, strax nedanför Uspenskijkatedralen.
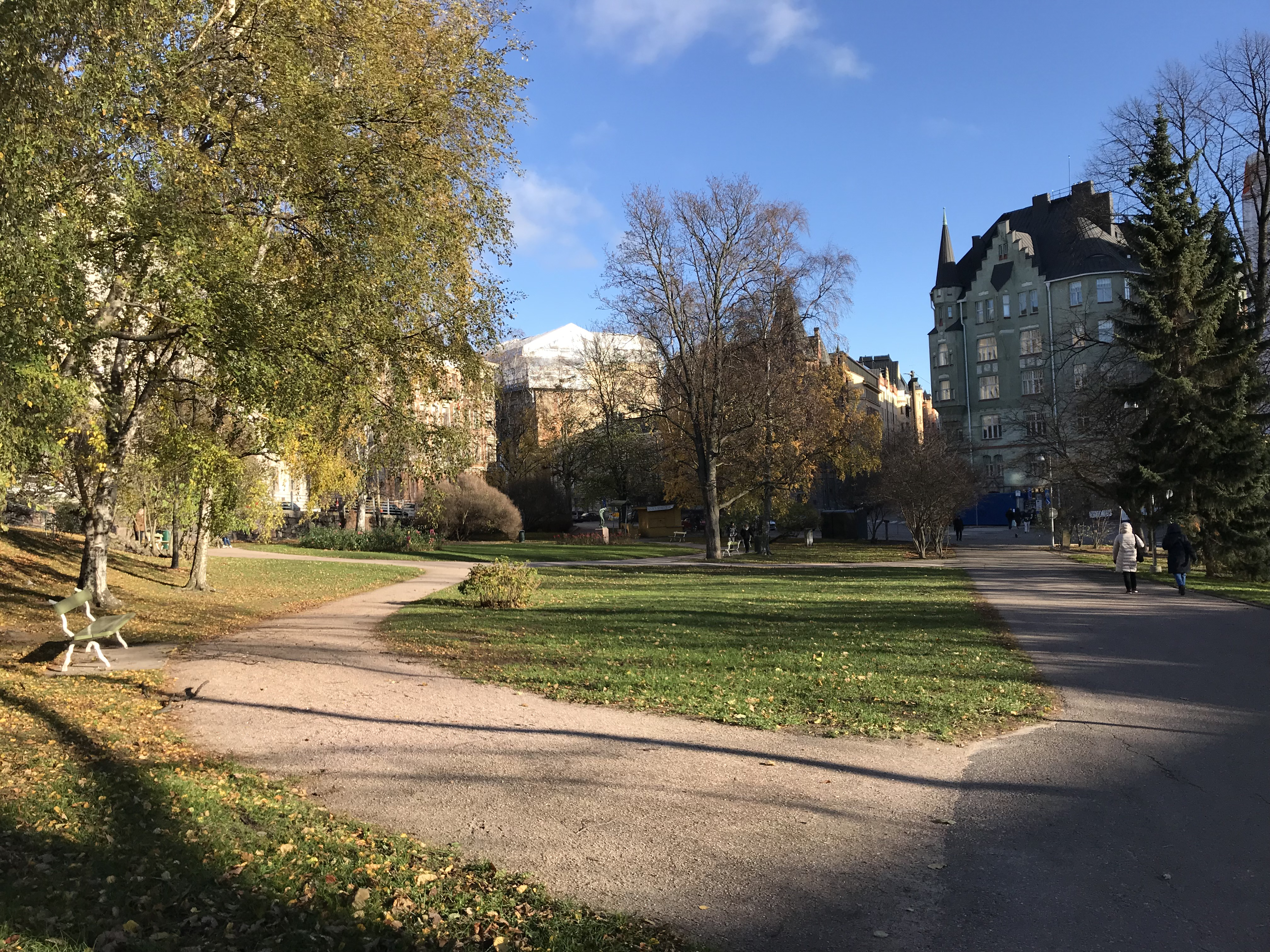
Lotsgatans början skymtar bakom träden i fonden, till vänster om den tornförsedda jugendbyggnaden Aeolus från 1903, ritad av Selim A. Lindqvist
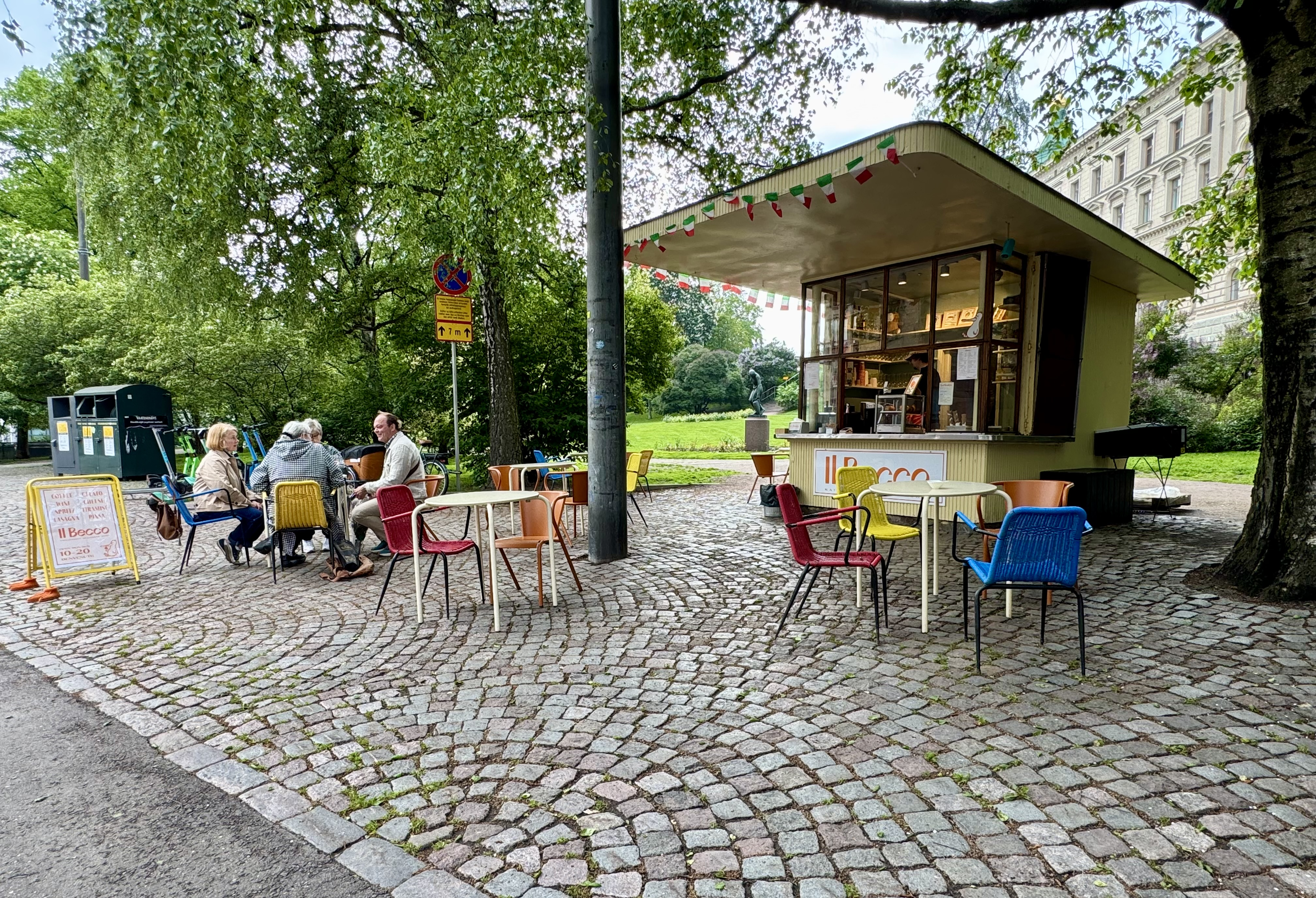
Skatuddens kepskiosk i Tove Janssons park.